# سباق طواف فرنسا 1976
سباق طواف فرنسا 1976 من سلسلة سباقات سباق طواف فرنسا. أقيم هذا السباق في تاريخ 24 يونيو - 18 يوليو 1976 على 22+Prologue, including three split stages مراحل. بعد مرور 116 ساعة و22 دقيقة و23 ثانية وبعد طي 4017 كم بمتوسط 34.518 كم في الساعة فاز بالميدالية الذهبية لوسيان فان يمبي من بلجيكا، فيما حصد يوب زوتيميلك من هولندا الميدالية الفضية، وكانت الميدالية البرونزية من نصيب رايموند بوليدور من فرنسا.

## الميداليات
| ذهب                      | فضة                   | برونز                   |
| لوسيان فان يمبي - بلجيكا | يوب زوتيميلك - هولندا | رايموند بوليدور - فرنسا |